# Manuel Lopes da Cunha
Manuel Lopes da Cunha (Penalva, 25 de julho de 1855 — São Luís, 5 de setembro de 1924) foi um político brasileiro.
Foi governador do Maranhão, de 1 de março a 1 de novembro de 1902.